# Planned Parenthood
Negli Stati Uniti Planned Parenthood (inglese, "Genitorialità pianificata") è il nome collettivo delle organizzazioni nazionali che sono membri della IPPF, International Planned Parenthood Federation ("Federazione Internazionale genitorialità pianificata"). Hanno due sedi: a Manhattan (New York City) e a Washington.
È stata fondata negli Stati Uniti, cosa che l'ha sempre portata al fronte del dibattito sul tema dell'aborto.
Planned Parenthood Action Fund ("Fondo di azione per la genitorialità pianificata") è un'organizzazione legata a Planned Parenthood che si batte negli Stati Uniti in favore della legislazione abortista, dell'educazione sessuale, dell'accesso a certi servizi medici anche contrastando la libertà all'obiezione di coscienza.
In Italia, organizzazioni con intenti analoghi sono:
- Associazione Luca Coscioni
- Pro-choice. Rete italiana contraccezione aborto
- Obiezione Respinta (progetto web che monitora l'obiezione di coscienza in Italia).